# Rapún
Rapún – miejscowość w Hiszpanii, w Aragonii, w prowincji Huesca, w comarce Alto Gállego, w gminie Sabiñánigo, 58 km od miasta Huesca.
Według danych INE z 1999 roku miejscowość zamieszkiwało 9 osób. Wysokość bezwzględna miejscowości jest równa 835 metrów.